# 沙马拉达站
沙马拉达站（羅馬化：sha mat la dda，直译：「杜鹃花盛开的山谷」）是一个成昆线上的铁路车站，位于四川省凉山彝族自治州喜德县沙马拉达乡火把村，建于1970年，目前为四等站，邮政编码为616755。目前车站仅办理客运业务，每日有一对慢车停靠，发送旅客10余人，最高时可达200多人。

## 概要
沙马拉达站所在的凉山高寒腹地平均海拔2478米（一说平均海拔2386米），车站的标高亦约有2200米:24-25，有10名工作人员驻守。车站设有3条股道，不设售票处、候车厅，所有旅客需上车补票。2019年当地政府投资1544万元人民币修建沙马拉达村往车站的公路，2021年完工。
车站上行方向为长6300米的沙木拉达隧道，由西昌工电段瓦祖工电综合整治工队负责维护。

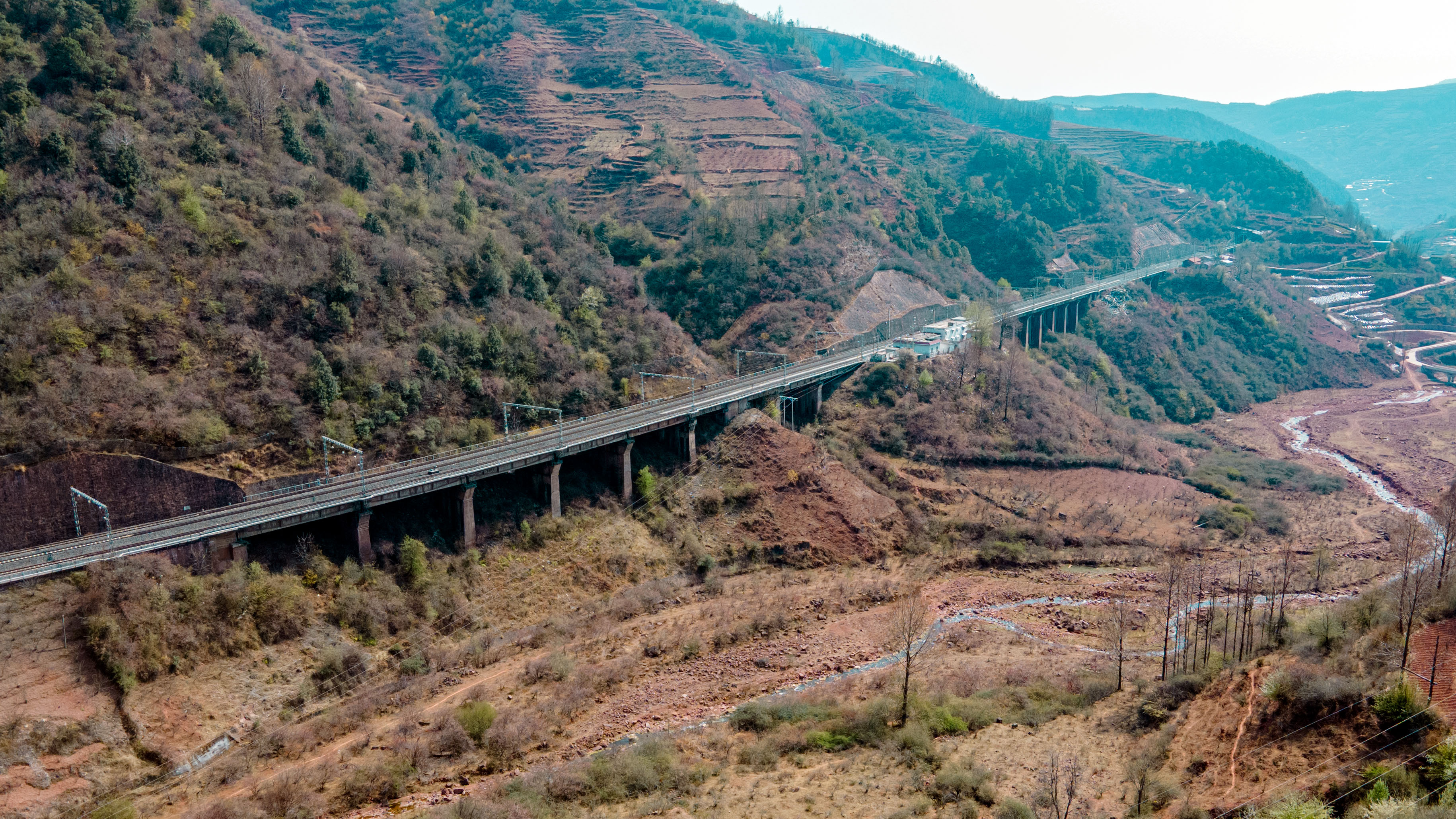
建于桥梁上的站场
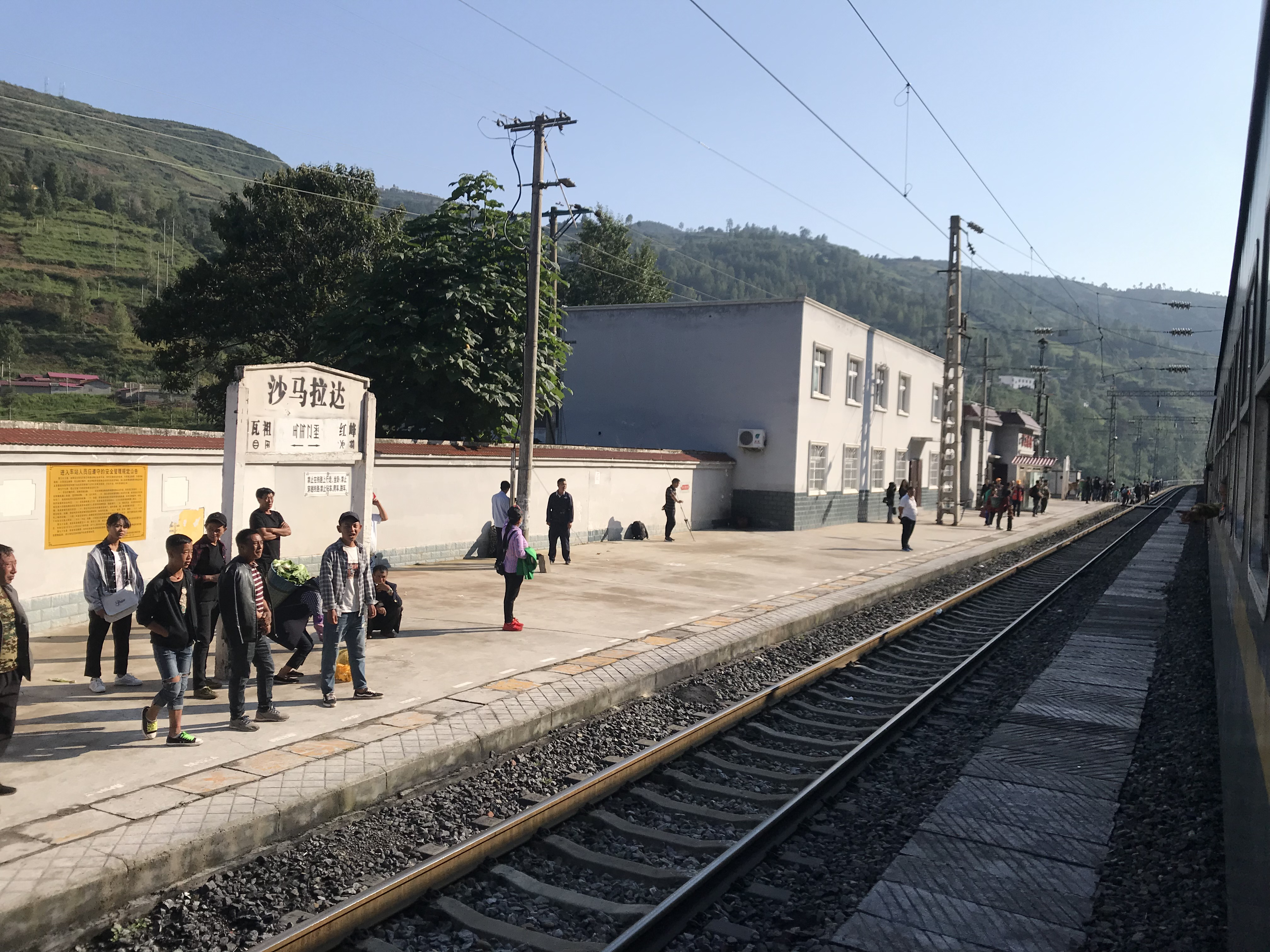
站台
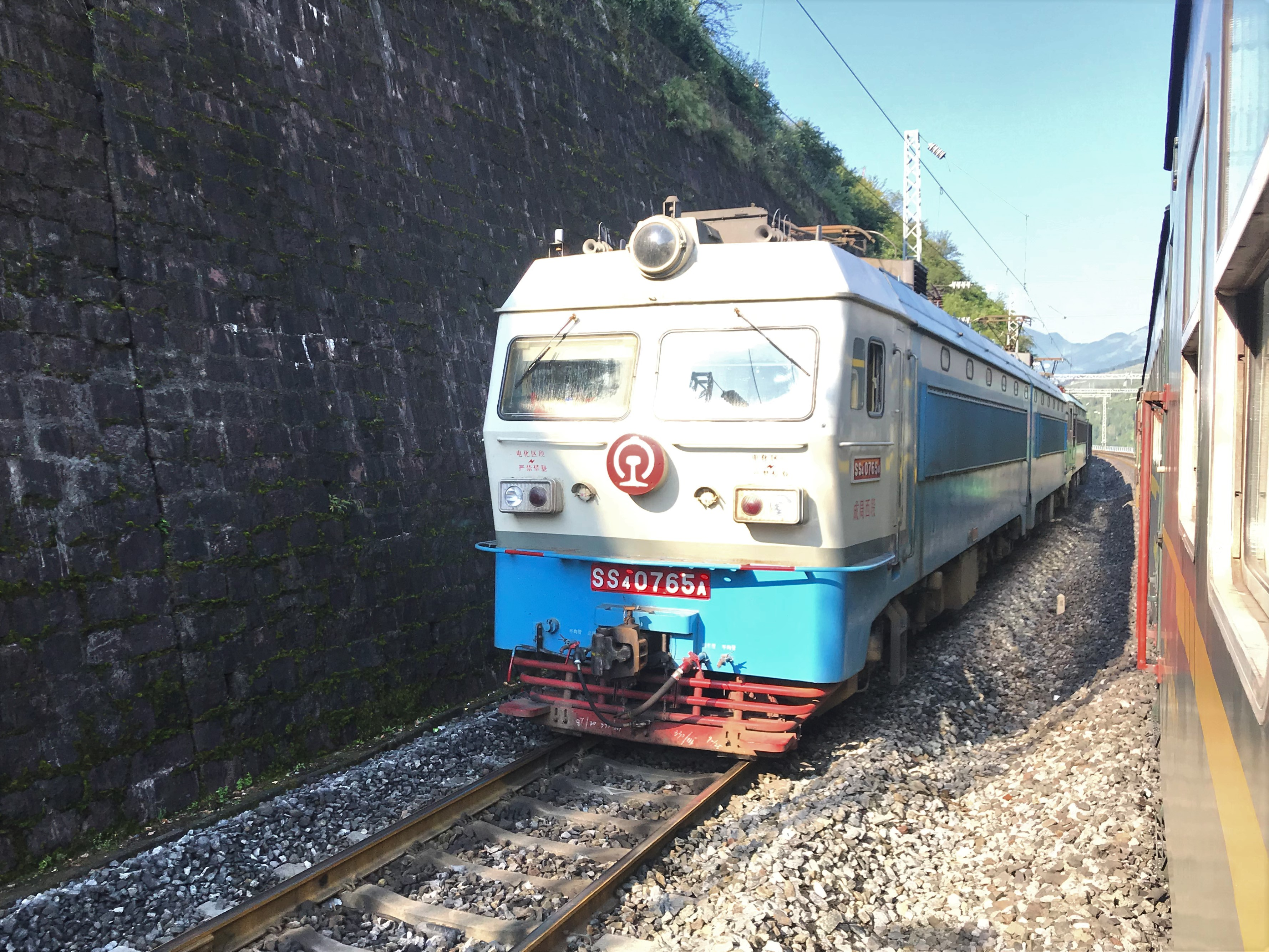
韶山4型電力機車牵引货列于站内
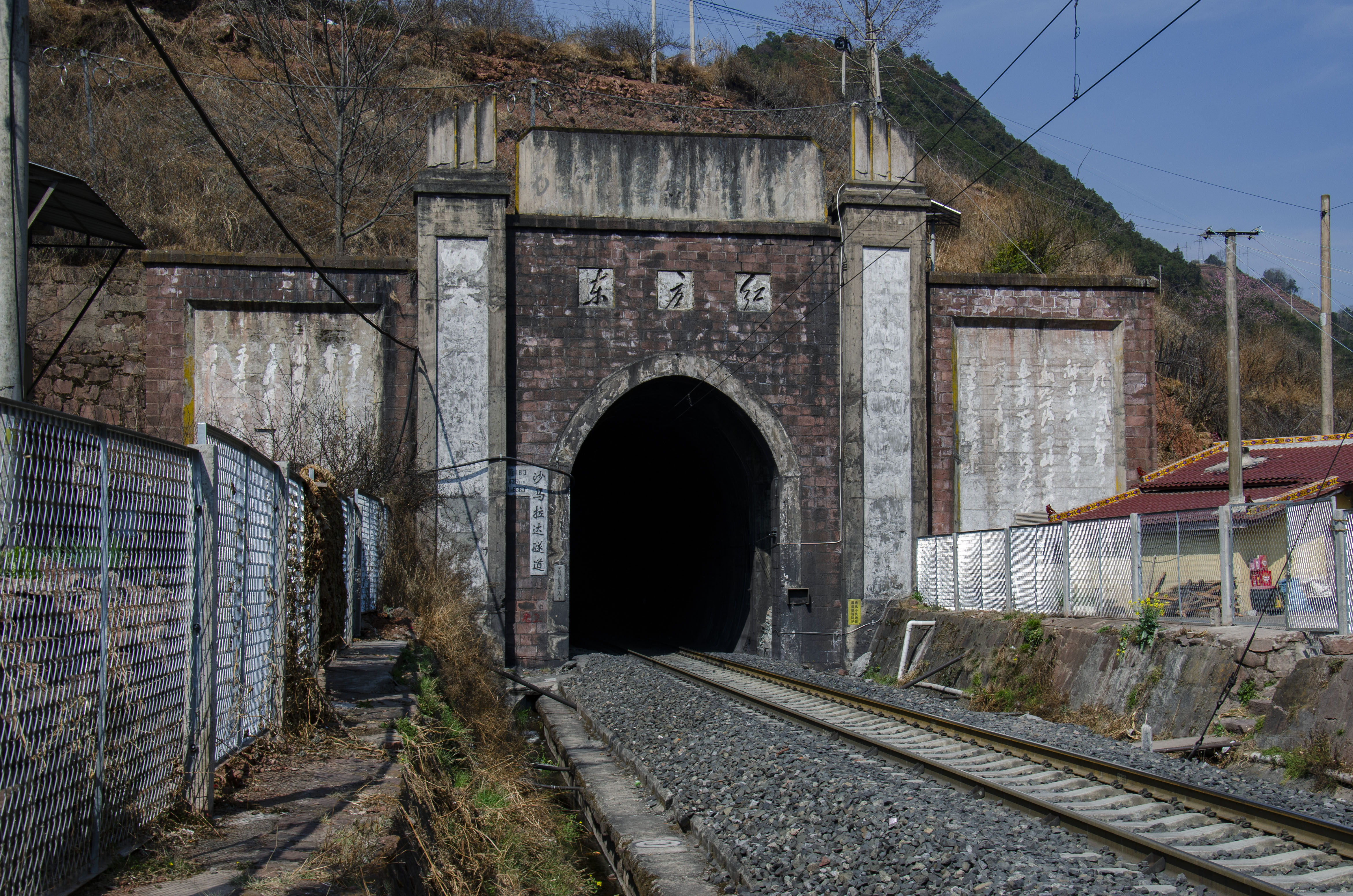
车站附近沙马拉达隧道入口
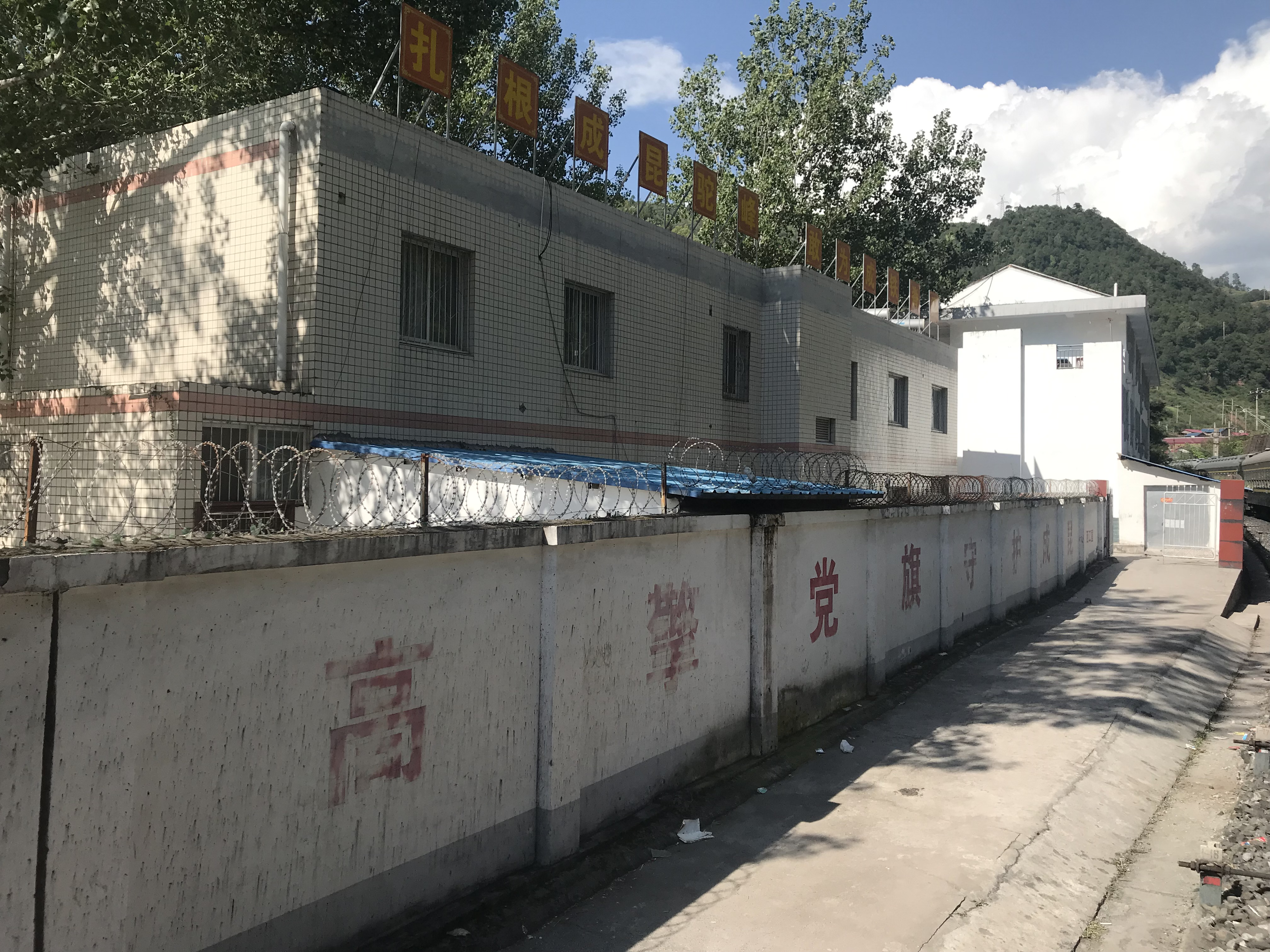
瓦祖工电综合整治工队

## 事件
2006年4月25日零时30分，当地农民的日木干和阿西拉坡在沙马拉达车站爬上25431次货物列车，马海瓦苦、吉克尔洛计划在路边接应。当列车运行到永红1至5号隧道时，的日木干、阿西拉坡掀盗敞车上方的棉花包8捆。棉花包被掀盗后滚入轨道列车车轮上，导致该次货物列车15节车厢脱轨颠覆，造成成昆线中断运行69小时。日木干和、阿西拉坡后被以破坏交通设施罪各判处有期徒刑14年，剥夺政治权利4年；马海瓦苦、吉克尔洛以盗窃罪各判处有期徒刑2年，并处罚金人民币5000元。